# Reisach (Burgoberbach)
Reisach ist ein Gemeindeteil der Gemeinde Burgoberbach im Landkreis Ansbach (Mittelfranken, Bayern). Reisach liegt in der Gemarkung Niederoberbach.

## Geografie
Unmittelbar nördlich des Weilers fließt der Schafhofgraben, ein linker Zufluss des Hesselbachs, der wiederum ein linker Zufluss der Altmühl ist. Unmittelbar im Süden gibt es einen Weiher, aus dem der Weihergraben entspringt, ein rechter Zufluss des Irrebachs, der wiederum ein linker Zufluss der Altmühl ist. Im Nordosten liegt das Waldgebiet Stöckicht, 0,5 km im Süden das Herrenholz, 0,75 km im Norden das Flurgebiet Kreuth.
Eine Gemeindeverbindungsstraße führt zur Staatsstraße 2221 bei Niederoberbach (0,4 km westlich) bzw. nach Kolmschneidbach (1,5 km östlich), eine weitere Gemeindeverbindungsstraße führt nach Weiherschneidbach (2 km nordöstlich).

## Geschichte
Der Ort wurde früher als „Brunnen–Raysach“ und „Raisachhof“ bezeichnet. Das Kloster Heilsbronn erwarb dort 1403 ein Gut von Conrad Eberhard von Friedrichstall.
Reisach lag im Fraischbezirk des Oberamtes Ansbach. Gegen Ende des 18. Jahrhunderts gab es im Ort drei Untertansfamilien, die allesamt die Herren von Crailsheim als Grundherrn hatten. Von 1797 bis 1808 unterstand der Ort dem Justiz- und Kammeramt Ansbach.
Im Rahmen des Gemeindeedikts wurde Reisach dem 1808 gebildeten Steuerdistrikt Sommersdorf und der wenig später gegründeten Ruralgemeinde Sommersdorf zugeordnet. Mit dem Zweiten Gemeindeedikt (1818) wurde Reisach in die neu gebildete Ruralgemeinde Niederoberbach umgemeindet. Am 1. Januar 1972 wurde der Ort im Zuge der Gebietsreform in Bayern nach Burgoberbach eingemeindet.

## Einwohnerentwicklung
| Jahr      | 001818 | 001840 | 001861 | 001871 | 001885 | 001900 | 001925 | 001950 | 001961 | 001970 | 001987 | 002015 |
| Einwohner | 12     | 6      | 13     | 12     | 17     | 15     | 16     | 23     | 13     | 10     | 11     | 15     |
| Häuser    | 3      | 1      |        |        | 4      | 3      | 4      | 4      | 4      |        | 4      |        |
| Quelle    | [ 10 ] | [ 11 ] | [ 12 ] | [ 13 ] | [ 14 ] | [ 15 ] | [ 16 ] | [ 17 ] | [ 18 ] | [ 19 ] | [ 20 ] |        |

## Religion
Der Ort ist seit der Reformation evangelisch-lutherisch geprägt und bis heute nach Sommersdorf gepfarrt. Die Einwohner römisch-katholischer Konfession sind nach St. Nikolaus (Burgoberbach) gepfarrt.